# Kraftsdorf
Kraftsdorf es una ciudad situada en el distrito de Greiz, en el estado federado de Turingia (Alemania), a una altitud de 270 metros. Su población a finales de 2016 era de unos 3800 habitantes y su densidad poblacional, 92 hab/km².
Se encuentra ubicada a poca distancia al sur de la ciudad de Gera, y al norte de la frontera con el estado de Sajonia.